# Pichangatti
Il pichangatti è un'arma bianca originaria dell'India meridionale (diffusa principalmente nel Distretto di Kodagu). È un particolare coltello-pugnale a lama sostanzialmente dritta ad un solo filo. Il termine "pichangatti" in lingua tamil significa letteralmente "pugnale a mano". La lama, lunga circa 20 cm, è larga e piuttosto pesante; tende ad allargarsi verso la punta per poi restringersi con una forma a "clip point", simile a quella del bowie. L'impugnatura, che solitamente può essere costituita da due pezzi d'argento o di corno fissati al codolo, ha un pomolo rotondo e abbastanza sporgente ed è leggermente inclinata verso il lato tagliente della lama. Il fodero solitamente è dotato di un gancio nella parte superiore e di una catena, utile per attaccarvi l'arma. È in legno, spesso decorato, e presenta ornamenti d'ottone o d'argento. In alcuni esemplari di pregio sono presenti ornamenti d'oro.